# Johann Wolfgang Franck
Johann Wolfgang Franck (Hamburg, Alemanya, 1641 - Espanya, 1688), formes alternatives Francke, Frank, fou un metge i compositor alemany.
Segons François-Joseph Fétis, morí emmetzinat quan viatjava per Espanya, malgrat que no cita en quines circumstàncies. Fou director d'orquestra del teatre de la seva ciutat natal, en el que de 1679 a 1686 feu representar 14 òperes. A més deixà, Sonates per a dos violins i baix, i una col·lecció de composicions religioses, Geistreiche Lieder (1681; 5a edició 1856).